# Insulele Marchize

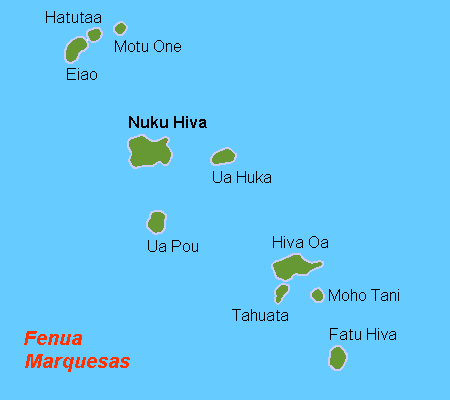
Hartă cu Insulele Marchize

Insulele Marchize, aflate la 1600 km de Tahiti, formează unul dintre cele cinci arhipelaguri ale Polineziei Franceze. Insulele se numesc în limba franceză Îles Marquises, iar în limba locală (marcheziană): Te Henua ’enana în dialectul nordic și Te Fenua ’enata în cel sudic. Insulele Marchize și-au primit numele de la navigatorul spaniol Álvaro de Mendaña care le-a descoperit în 1595 și le-a numit Insulele Marchizului de Mendoza în onoarea viceregelui de Peru, García Hurtado de Mendoza, marchiz de Cañete.

## Fus orar
Insulele Marchize sunt singurele zone de pe pământ unde se folosește fusul orar UTC−9:30.

## Alcătuire
Arhipelagul este alcătuit din 12 insule și câteva bancuri de nisip, care se împart în două grupuri distincte, atât din punct de vedere geografic, cât și cultural. De la nord, la sud acestea sunt:
Grupul nordic (insulele Washington, insulele Revolució):
- Motu One (Sable), insulă nelocuită
- Hatutu (Chanal, Hancock, Langdon), insulă nelocuită
- Eiao (Fremantle, Knox, Masse, Robert), insulă nelocuită
- Motu Iti (Deux-Frères, Hergest’s Rock), insulă nelocuită
- Nuku Hiva (Federal, Baux, Henry Martin, Adams, Madison), cu capitala Taiohae.
- Ua Huka (Washington, Riou)
- Ua Pou (Adams, Marchand, Trevenen)

Grupul sudic (insulele Mendaña)
- Fatu Huku (Hood), insulă nelocuită.
- Hiva Oa (Dominica), cu Atuona, vechea capitală.
- Tahuata (Santa Cristina)
- Moho Tani (Motane, San Pedro), insulă nelocuită.
- Fatu Hiva (Magdalena)
- Motu Nao (Thomasset), stâncă.

În paranteză apar numele anterioare ale insulelor.

## Istorie
Primii locuitori ai insulelor au fost polinezienii, în jurul anului 300 e.n. După dovezile etnologice și lingvistice, cel mai probabil, aceștia au venit din insulele Samoa și Tonga.
Primul european care a ajuns pe insulă a fost spaniolul Álvaro Mendaña la 21 iulie 1595. În călătoria sa din Peru către insulele Solomon, a descoperit insulele sudice ale arhipelagului numindu-le: Magdalena (Fatu Hiva), Dominica (Hiva Oa), Santa Cristina (Tahuata) și San Pedro (Moho Tani).
Vor mai trece încă două secole fără a mai fi vizitată de către europeni, până la sosirea pe insulă a lui James Cook în 1774, care a poposit mai mult de o lună pentru a se odihni, înainte de a pleca în expediția către Antarctica.
În aprilie 1791, negustorul de blănuri american Joseph Ingraham, aflat la comanda bricului Hope (Speranța), descoperă insulele grupului nordic: Washington (Ua Huka), Federal (Nuku Hiva) și Adams (Ua Pou), și le numește Insulele Washington.
Doi ani mai târziu, pe insulele din grupul nordic, ajunge francezul Étienne Marchand, care le denumește Insulele Revoluției, cinstind, astfel, Revoluția franceză. Iar insulele sunt denumite: Marchand (Ua Pou), Baux (Nuku Hiva), Deux Frères (Motu Iti), Masse (Eiao), Chanal (Hatutu).
În anul 1813, în timpul războiului anglo-american, comandorul american David Porter stabilește o bază navală pe insula Madison (Nuku Hiva), numită astfel în onoarea președintelui James Madison și revendică insula în numele Statelor Unite, dar această revendicare nu a fost ratificată de către Congresul american.
În urma unei expediții militare  din anul 1842, condusă de Du Petit-Thouars, Franța intră în posesia arhipelagului, dar părăsesc arhipelagul în anul 1859.
În anul 1870, francezii revin și anexează Insulele Marchize, Polineziei franceze.

## Geografie
Suprafața totală a insulelor este de 1.274 km². Insula cea mai mare a arhipelagului și cea de-a doua insulă a Polineziei Franceze după Tahiti este Nuku Hiva.
Cu excepția insulei Motu One care este formată din nisip, celelalte insule sunt de origine vulcanică și au un relief abrupt și fără recife de coral care să protejeze coasta. Stânci cu înălțimi la vârfuri de 1.100 metri, coboară direct către fundul mării. Țărmul are aspectul unui zid de apărare al unei cetăți, cu peșteri adânci și fără plaje. Lanțul muntos este tăiat arareori de trecători și văi joase. Țărmul stâncos este erodat de curenții ecuatoriali de sud ai Pacificului. Trăsăturile reliefului se văd oglindite în numele pe care le-au dat băștinașii insulelor: Hiva Oa, „creasta lungă”; Nuku Hiva, „creasta stâncii”; Fatu Iva, „nouă stânci”; Fatu Huku, „bucată de piatră„; Ua Pou, „două piscuri”.
Regimul pluviometric variază mult de la o insulă la alta și de la un an la altul. Vânturile alizee moderează căldura și aduc ploi.

## Flora și fauna

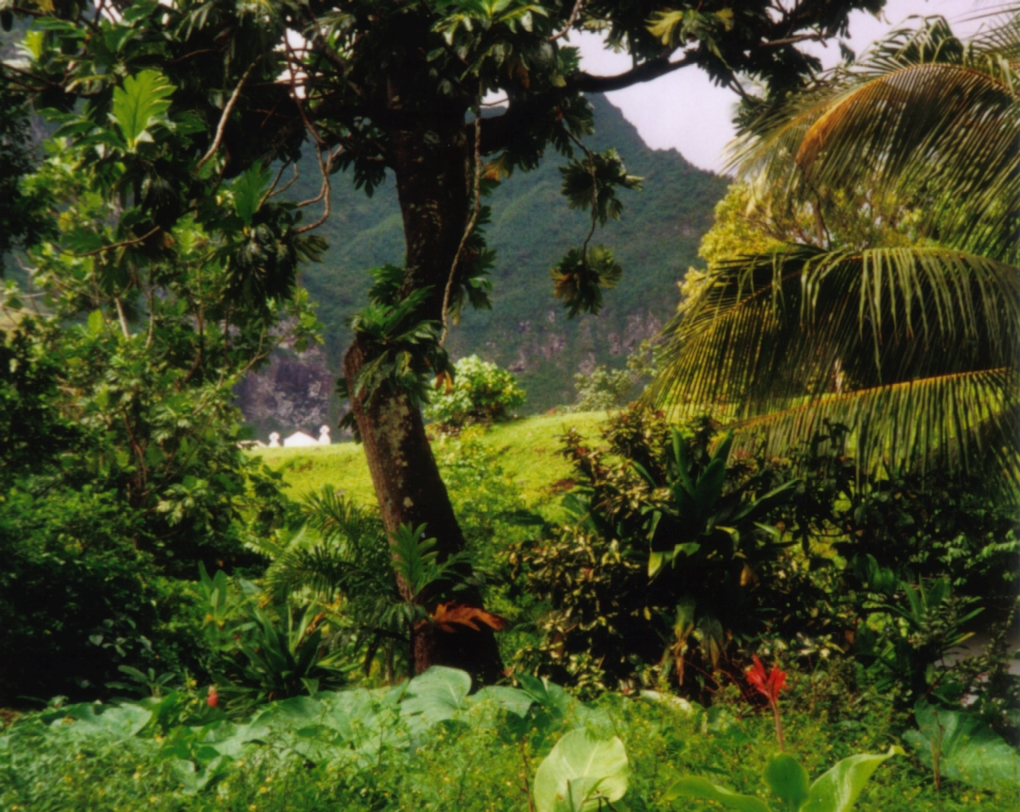
Artocarpus altilis pe insula Fatu Hiva.

Ecosistemul insulelor este influențat de marea depărtare față de țărmurile continentale ceea ce face ca speciile endemice să fie foarte rare. În afară de aceasta, de-a lungul timpului interacțiunea cu oamenii a dus la distrugerea ecosistemului prin introducerea speciilor noi, prin creșterea animalelor și exploatarea terenului. Țărmul insulelor are o faună diversificată. Flora insulelor este bogată și diversă dar are un grad ridicat de endemism.
Fauna endemică terestră a insulelor se limitează la păsări, insecte, fluturi, păianjeni și o specie de lilieci. În apele înconjurătoare adânci se întâlnesc frecvent rechini.
Primii navigatori au adus pe insulă porci și câini, iar de-a lungul timpului au mai fost aduși și cai, capre și oi de către europeni. În afara speciilor care s-a dorit a fi naturalizate prin aportul europenilor au intrat în fauna insulelor și șobolanii, țânțarii sau scorpionii.
Pe insulă se găsesc arbori de pâine (Artocarpus altilis) și cocotieri. Principalele exporturi ale insulelor sunt: copră, vanilie, tutun și bumbac.

## Demografia
Navigatorii europeni au introdus pe insulă boli noi pentru sistemul imunitar al băștinașilor, ceea ce a dus la scăderea drastică a populației. Astfel, dacă în secolul al XVI-lea pe insulă trăiau aproximativ 100.000 de locuitori, la începutul secolului al XX-lea populația era de doar 2.000 de locuitori.
Recensământul din anul 2002 al arhipelagului Insulelor Marchize a înregistrat 8.712 locuitori.

## Limbă
Pe insule se vorbește limba marcheziană care este recunoscută oficial ca limbă regională a Franței (Langue régionale de France). Limba marcheziană face parte din familia limbilor polineziene și este împărțită în două dialecte, care corespund geografic celor două grupuri de insule, cel nordic și cel sudic. Unii lingviști consideră, cele două dialecte, limbi de sine-stătătoare. Limba marcheziană este ocrotită, cultivată și standardizată de către Academia marcheziană care a fost creată în anul 2000 de către Marea Adunare a Polineziei Franceze (Te âpooraa rahi o te fenua Māòhi).
Limbile oficiale ale insulelor sunt limba franceză și limba tahitiană, limbi oficiale ale Polineziei franceze.